# Управленческий

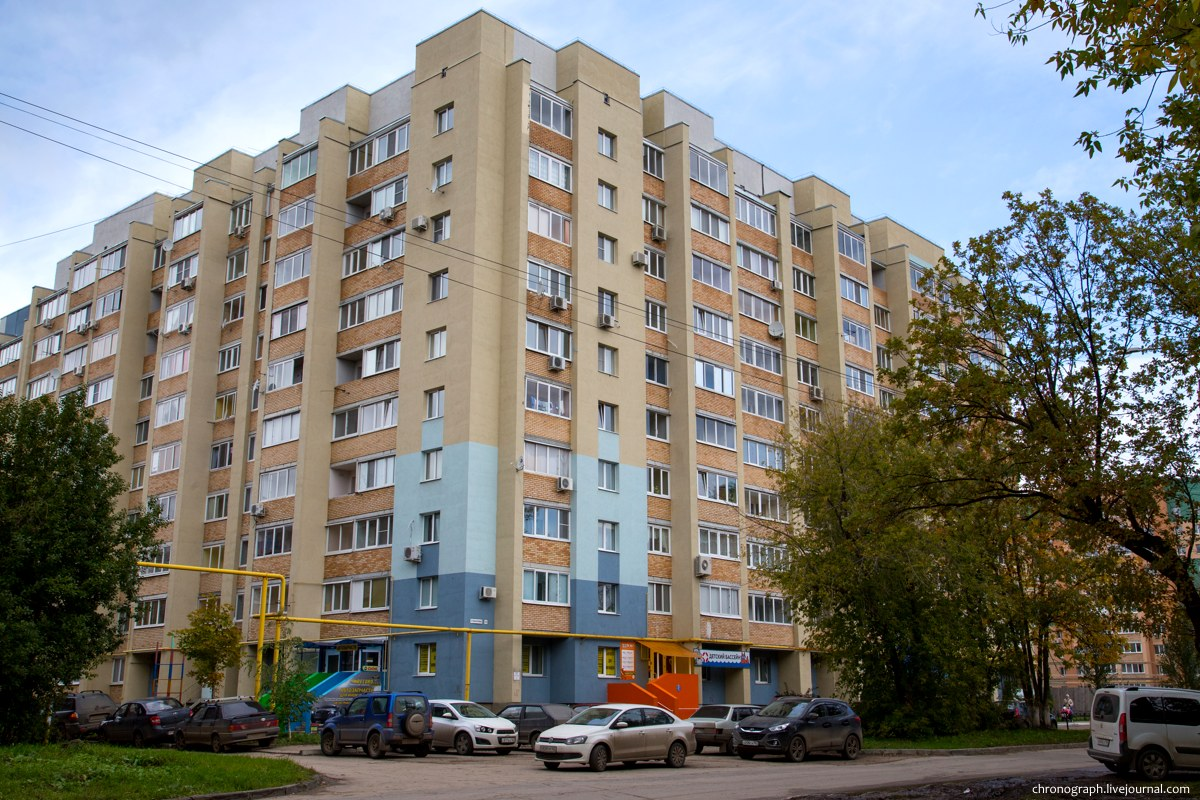
Современная застройка

Посёлок Управле́нческий — административный центр Красноглинского внутригородского района городского округа Самара Самарской области.
В посёлке находятся районная администрация, отдел ЗАГС и Самарский научно-технический комплекс имени Н. Д. Кузнецова и Вертолётная площадка.

## Этимология
Этот пригород областного центра получил своё название в связи со строительством комплекса управления гидроузла Куйбышевской (ныне Жигулёвской) ГЭС.

## История

### 1905 год. Жители Коптева оврага
В начале XX века в Коптевом овраге проживала семья бакенщика, семьи рыбаков, рабочие гипсовых заводов и каменоломен. Временно проживали бригады углежогов, кучи подожжённых поленьев углежогов постоянно дымили, пахло копотью. Это и дало название оврагу.
В 1905 году в Коптев овраг для неизвестных целей прибывает высокопоставленная комиссия военных и гражданских лиц во главе с генералом из Главного ракетно-артиллерийского управления Министерства обороны.
Территория современного посёлка Управленческого относилась тогда к Семейкинской лесной даче 12-го Царевщенского удельного имения. Эта земля принадлежала помещику Шеину. В 1909 году помещик Шеин за хорошую службу пожаловал лесничему Макарову участок земли в районе нынешнего профилактория завода СНТК им. Кузнецова. Макаров выстроил два дома — для себя и своего сына. Дома простояли до 60-х годов XX столетия.

### 1937 год
Решение о строительстве крупнейшего в мире гидроузла было принято Совнаркомом в 1937 году. В районе Жигулёвских ворот — отрогов Жигулёвских и Сокольих гор, расположенных по обе стороны реки чуть выше города Самары, предполагалось возвести огромную плотину, а в районе самого узкого места Самарской Луки сделать шлюзы, соединяющие верхнее и нижнее течение. Строительство находилось в ведении НКВД, и в город прибыло несколько десятков тысяч заключённых. В 1937—1940 годах успели построить лишь жилой посёлок и комплекс управления Куйбышевским гидроузлом. Однако, по одной из версий, в преддверии войны с фашистской Германией рабочих перебросили на строительство предприятий Безымянки. Другая версия гласит, что строительство ГЭС было отменено по той причине, что в местных горах обнаружилось большое число карстовых пещер и провалов, из-за которых плотина могла быть разрушена через некоторое время. Однако посёлок остался и за ним закрепилось название «Управленческий».

### 1946 год
17 апреля 1946 года в городе Куйбышеве, в соответствии с совершенно секретным постановлением Совета Министров СССР № 874-366сс в посёлке Управленческий, а также в соответствии с приказом № 228 Министра авиационной промышленности (МАП) СССР от 19 апреля 1946 года для разработки авиационных турбовинтовых и турбореактивных двигателей на базе завода № 145 имени С. М. Кирова, который во время Великой Отечественной войны завод был эвакуирован в сентябре 1941 года из подмосковного города Болшева и производил комплектующие детали для самолётов, был образован Государственный союзный опытный завод № 2.
В октябре 1946 в рамках операции НКВД Осоавихим на это предприятие были вывезены сотни квалифицированных рабочих и опытных инженерно-технических работников из Германии с предприятий «Юнкерс- Десау», «БМВ» и «Аскания».
С этого времени началась знаменитая история поселка.

## Образование

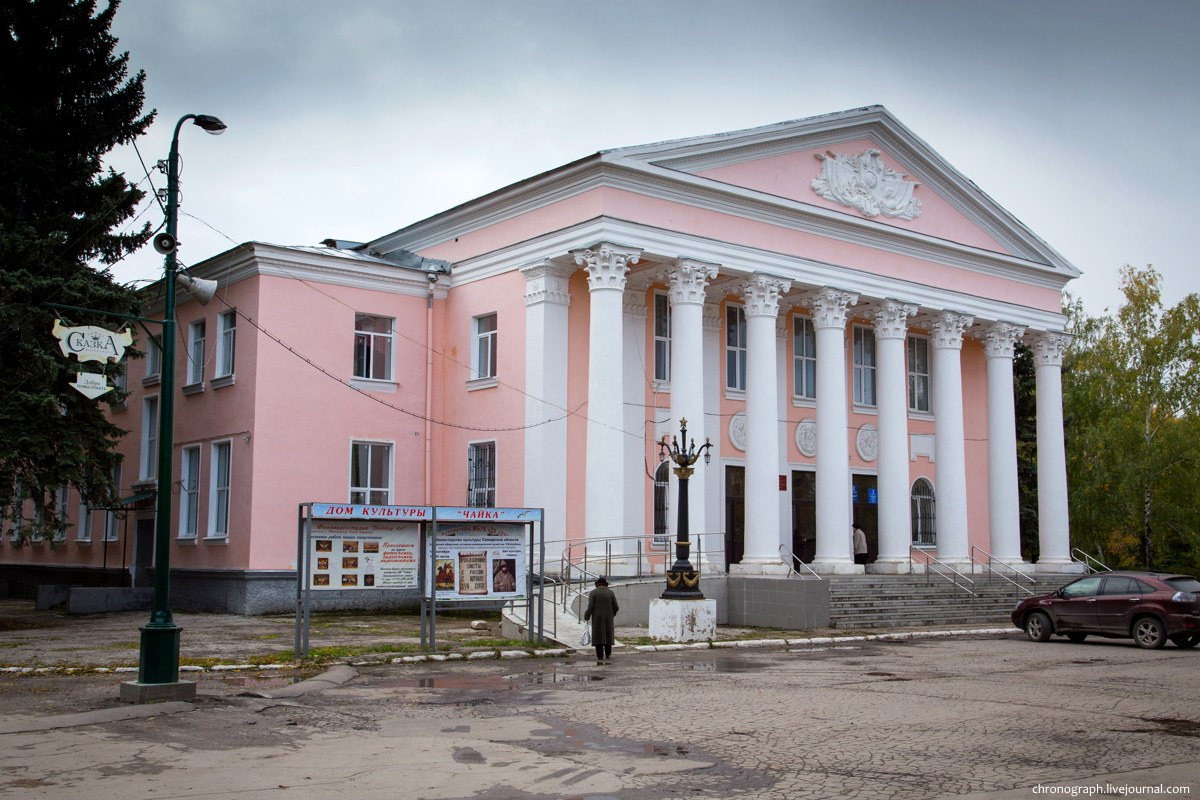
Дом культуры «Чайка»

Здание, где изначально предполагалось расположить управленческий штат гидроузла, в 1938 году было переоборудовано в общеобразовательную школу № 27. К 2010 году здание школы № 27 пришло в аварийное состояние, в связи с чем школа на 2 года была закрыта на капитальный ремонт «с целью восстановления эксплуатационных качеств строительных конструкций». К концу 2011 года ремонт завершился, и третью четверть учащиеся 5—11 классов начали в стенах родной школы. Школа № 27 стала первым в Самаре общеобразовательным учреждением, реконструированным с учётом требований пожарной безопасности и новых санитарно-эпидемиологических требований к условиям и организации обучения. Так же в посёлке расположен Лицей Философии Планетарного гуманизма, школа № 127 и № 161.

## Названия и местоположения жилых массивов

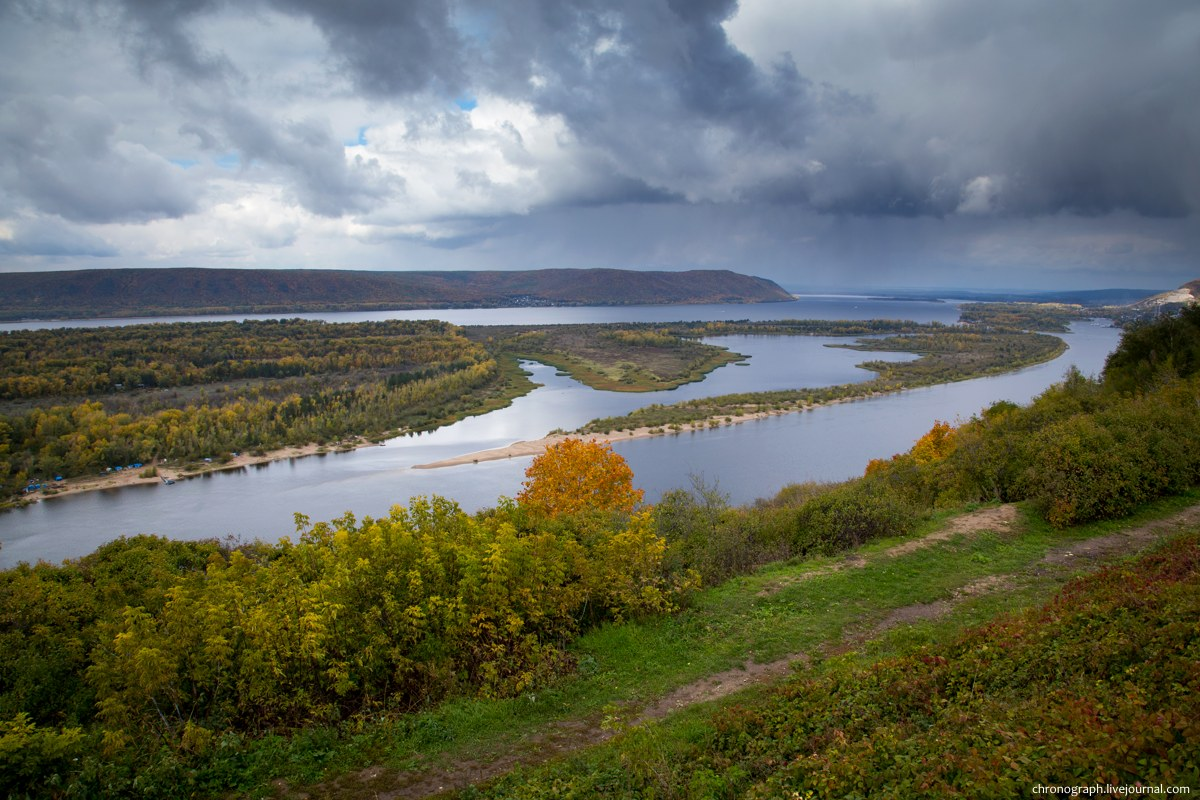
Вид на Волгу с обзорной площадки

- Жилой комплекс «Жигулёвская долина» и микрорайон «Жигулёвские ворота»: расположены севернее завода СНТК им. Кузнецова в сторону посёлка Красная глинка.
- «Третий» (Третий участок): массив состоящий преимущественно из «частного сектора», с вкраплением малоэтажного многоквартирного домостроения в западной части. Расположен к северу от центра Управленческого, за Красноглинским шоссе;
- «Четвёртый» (Четвёртый квартал): участок улицы Симферопольской, до пересечения с Красногвардейской;
- «Седьмой» (Седьмой участок): участок улицы Сергея Лазо, примыкающий к Волжскому шоссе, до пересечения с Коптевской;
- «Горка» (реже «Бугор»): жилой массив, расположенный западнее завода СНТК им. Кузнецова (у Волги).
- «Негры» (Десятки): десятиэтажные дома на улице Парижской Коммуны;

## Смотри также
- Трофейные бригады
- Фердинанд Бранднер